# Campeonato da NACAC de Corta-Mato
O Campeonato da NACAC de Corta-Mato (em inglês: NACAC Cross Country Championships) é uma competição regional anual de cross country para atletas representando nações membros da Associação de Atletismo da América do Norte, Central e Caribe (NACAC). O evento foi inaugurado em 2005 sendo realizado na Flórida, Estados Unidos até 2009. As três edições seguintes foram realizadas em Trinidad e Tobago. 
O evento compreende quatro corridas separadas: uma corrida masculina sênior de 8 km, uma corrida feminina sênior de 6 km, uma corrida masculina júnior de 6 km e, finalmente, uma corrida feminina júnior de 4 km. 
Entre 1983 e 2003, o evento foi precedido pelo Campeonato da CACAC de Corta-Mato, organizado pela Confederação de Atletismo da América Central e do Caribe (CACAC).

## Edições
|     | Ano  | Sede              | País              | Local                                                        |
| --- | ---- | ----------------- | ----------------- | ------------------------------------------------------------ |
| 1º  | 2005 | Clermont, Flórida | Estados Unidos    | Centro Nacional de Treinamento de Triatlo dos Estados Unidos |
| 2º  | 2006 | Clermont, Flórida | Estados Unidos    | Centro Nacional de Treinamento de Triatlo dos Estados Unidos |
| 3º  | 2007 | Clermont, Flórida | Estados Unidos    | Centro Nacional de Treinamento de Triatlo dos Estados Unidos |
| 4º  | 2008 | Orlando           | Estados Unidos    | Grande complexo esportivo da Disney                          |
| 5º  | 2009 | Orlando           | Estados Unidos    | Parque da Cadeia dos Lagos                                   |
| 6º  | 2010 | Tobago            | Trinidad e Tobago | Campo de golfe Mount Irvine Bay                              |
| 7º  | 2011 | Port of Spain     | Trinidad e Tobago | Queen's Park Savannah                                        |
| 8º  | 2012 | Port of Spain     | Trinidad e Tobago | Queen's Park Savannah                                        |
| 9º  | 2013 | Mandeville        | Jamaica           | Clube de Golfe de Manchester                                 |
| 10º | 2014 | Tobago            | Trinidad e Tobago | Campo de golfe Mount Irvine Bay                              |
| 11º | 2015 | Barranquilla      | Colômbia          |                                                              |
| 12º | 2016 | Caraballeda       | Venezuela         | Campo de golfe de Caraballeda                                |
| 13º | 2017 | Boca Raton        | Estados Unidos    | Parque Regional do Condado Sul                               |
| 14º | 2018 | San Salvador      | El Salvador       | Parque                                                       |
| 15º | 2019 | Port of Spain     | Trinidad e Tobago | Queens Park Savannah                                         |

## Competições
- Campeonato da NACAC de Atletismo
- Campeonato da NACAC de Atletismo Sub-23
- Campeonato da NACAC de Atletismo Sub-20
- Campeonato da NACAC de Atletismo Sub-18
- Campeonato da NACAC de Marcha Atlética
- Campeonato da NACAC de Corrida de Montanha